# تشارلز أ. كرو
تشارلز أ. كرو هو سياسي أمريكي، ولد في 31 مارس 1873 في سيكستون في الولايات المتحدة، وتوفي في 20 مارس 1938 في كامبل في الولايات المتحدة. نشط حزبياً في الحزب الجمهوري. وقد انتخب عضو مجلس النواب الأمريكي ‏.